# Taihō Kōki
Taihō Kōki (大鵬幸喜?), pseudonimo di Kōki Naya (納谷幸喜?, Naya Kōki; Sachalin, 29 maggio 1940 – Tokyo, 19 gennaio 2013), è stato un lottatore di sumo giapponese.

## Carriera

### Prima del debutto
Il suo nome di nascita è Ivan Boryshko; nato nell'isola di Sachalin da madre giapponese e padre ucraino, giovanissimo emigra con la madre in Hokkaidō, in Giappone. A 16 anni vuole interrompere gli studi per entrare nel mondo del sumo, ma si scontra con il parere opposto della madre. Sarà poi lo zio a convincerla.

### Primi anni
Combatte con il proprio nome fino alla promozione alla divisione professionistica dei Jūryōnel maggio del 1959 dove inizierà a usare la shikona Taihō (grande fenice).

### Ingresso in makuuchi
Dopo poco più di tre anni dal debutto nel gennaio del 1960 arriva la promozione in Makuuchi dopo aver vinto il torneo precedente fra i Jūryō. I progressi sono veloci e in soli cinque tornei conquista ben 3 sansho, una Kinboshi e la promozione a sekiwake. Conclude l'anno nel migliore dei modi: vince il torneo guadagnandosi così la promozione ad ozeki per l'anno successivo. Nel 1962 diventa yokozuna iniziando a collezionare una serie quasi continua di yusho segnando il record storico, per l'epoca, di 32.
È stato, inoltre, il primo lottatore di sumo del secondo dopoguerra a vincere sei tornei consecutivi, impresa che gli è riuscita ben due volte (a cavallo tra il 1962-1963 e tra 1966-1967). Questo record è stato poi battuto dai mongoli Asashōryū e Hakuhō, che ne hanno vinti 7 rispettivamente tra il 2004 ed il 2005 e il 2010 ed il 2011.

### Morte
Sopravvissuto ad un infarto nel 1977, è scomparso nel 2013 all'età di 72 anni a seguito di problemi cardiaci. Nel successivo mese di febbraio il Primo Ministro del Giappone lo ha onorato conferendogli il People's Honour Award postumo.

## Tecniche più usate
Tra le kimarite, ovvero tecnica con cui il lottatore vince l'incontro, più frequentemente utilizzate abbiamo yorikiri, sukuinage e uwatenage.